# Hermann Selbherr
Hermann Selbherr (* 16. August 1934; † 24. September 2024 in Wangen im Allgäu) war ein deutscher Sportfunktionär, DFB-Spielausschussvorsitzender und Spielleiter des DFB-Pokals.

## Werdegang
1986 wurde Selbherr Mitglied im DFB-Spielausschuss, dem er ab 1992 für 15 Jahre vorstand. Der breiten Öffentlichkeit wurde Selbherr insbesondere als Leiter der DFB-Pokalauslosungen bekannt, welche er ab 1992 überwachte. Zudem war er Ehrenpräsident des FC Wangen 05. 
Mit seiner Hilfe gelang es, dass Togo für die WM 2006 in Wangen Quartier bezog – als DFB-Afrikabeauftagter konnte Selbherr schon sieben Jahre zuvor Kontakte in Afrika knüpfen. 
Von 1987 bis 1997 war der ehemalige Lehrer Schulleiter der Sophie-Scholl-Schule in Leutkirch.
Im Jahre 2007 beendete Hermann Selbherr altershalber seine Karriere beim DFB. Die Auslosung zum DFB-Pokal-Halbfinale 2006/07 war die letzte, welche unter seiner Verantwortung stattfand. Selbherr ist Träger der Goldenen Ehrennadel des DFB. 
Selbherr war ab den 1950er Jahren Mitglied der katholischen Studentenverbindung AV Guestfalia Tübingen.
Selbherr verstarb am 24. September 2024 im Alter von 90 Jahren.

## Auszeichnungen
- Am 1. Februar 2017 wurde ihm das Bundesverdienstkreuz am Bande verliehen.[4]